# Odontomyia vicina
Odontomyia vicina är en tvåvingeart som beskrevs av Macquart 1838. Odontomyia vicina ingår i släktet Odontomyia och familjen vapenflugor.
Artens utbredningsområde är Kuba. Inga underarter finns listade i Catalogue of Life.